# Saint-Pierre-la-Noaille
Saint-Pierre-la-Noaille település Franciaországban, Loire megyében. Lakosainak száma 381 fő (2022. január 1.). Saint-Pierre-la-Noaille Saint-Bonnet-de-Cray, Fleury-la-Montagne, Iguerande, Briennon és Saint-Nizier-sous-Charlieu községekkel határos.

## Népesség
A település népessége az elmúlt években az alábbi módon változott:
| Lakosok száma | 266  | 283  | 298  | 353  | 377  | 379  | 383  | 381  | 388  | 381  |
|               | 1968 | 1982 | 1990 | 2006 | 2013 | 2015 | 2017 | 2019 | 2020 | 2022 |